# Бурмистров, Анатолий Петрович
Анатолий Петрович Бурми́стров (3 июня 1917, Аткарск, Саратовская губерния — 30 октября 1974, Горький) — сотрудник советских органов охраны правопорядка, начальник Управления внутренних дел Исполнительного комитета Горьковского областного Совета, комиссар милиции 2-го ранга.

## Биография
В 1936 он окончил автодорожный техникум, а в 1954 году Всесоюзный Юридический Заочный Институт в Горьком (Нижнем Новгороде) с отличием. В органах НКВД — НКГБ — МВД — МГБ прошёл путь от помощника оперуполномоченного до заместителя начальника УМВД.
Со 2 октября 1961 по декабрь 1969 возглавлял Управление внутренних дел Исполнительного комитета Горьковского областного Совета (Управление охраны общественного порядка Исполнительного комитета Горьковского областного Совета).

### Звания
- Комиссар милиции 3-го ранга;
- Комиссар милиции 2-го ранга.

### Награды
За заслуги перед Отечеством комиссар милиции Анатолий Петрович Бурмистров был награждён орденом Трудового Красного Знамени, двумя орденами «Красной Звезды», медалями «За боевые заслуги», «За победу над Германией», «За победу над Японией», «За освобождение Кореи», многими другими медалями, знаком «Заслуженный работник МООП».